# Пфорр, Франц
Франц Пфорр (нем. Franz Pforr; 5 апреля 1788, Франкфурт-на-Майне — 16 июня 1812, Рим) — немецкий живописец, рисовальщик и книжный иллюстратор романтического направления. Член объединения «назарейцы».

## Биография и творчество
Отец Франца Пфорра, Иоганг Георг Пфорр, был художником, специализировавшимся на изображениях лошадей. Мать, Иоганна Кристиана Пфорр, происходила из художественной семьи Тишбейн. В двенадцать лет Франц Пфорр потерял родителей, на следующий год единственного брата и с 1801 года воспитывался в Касселе у дяди, известного художника Иоганна Генриха Вильгельма Тишбейна. Там он начал заниматься живописью и в 1805 году поступил в Академию изобразительных искусств в Вене, где его преподавателем стал художник-академист Генрих Фридрих Фюгер.
Пфорр и его соученики Людвиг Фогель, Иоганн Конрад Готтингер, Йозеф Винтергерст и Фридрих Овербек были недовольны обучением, ожидая вместо ориентации на классическое искусство более современного подхода к действительности и внимания к духовным ценностям своего времени. Однако они видели собственный путь в искусстве через сближение с искусством старых мастеров доакадемического периода.
В 1809 году молодые художники основали Союз святого Луки, художественное объединение, пропагандировавшее идеи романтизма. Это привело к конфликту в самой Академии, в результате чего Овербек в 1810 году был из неё исключён, и члены Союза святого Луки, включая Пфорра, отправились в Италию и 20 июня 1810 года прибыли в занятый наполеоновскими войсками Рим, где поселились в здании заброшенного монастыря Сан-Исидоро на холме Пинчо. Их целью было изучение работ старых итальянских мастеров и возвращение к эстетическим ценностям искусства раннего итальянского Возрождения, включая религиозные темы и библейские сюжеты. Это движение стало позднее известно под названием «Назарейцы» и сыграло важную роль в развитии искусства европейского романтизма начала XIX века.
Франц Пфорр скончался от туберкулёза в Риме в возрасте двадцати четырёх лет, не дожив до признания своего творчества.
Наследие Пфорра составляют лишь шесть картин («Граф фон Габсбург», «Въезд императора Рудольфа в Базель», «Святой Георгий», «Автопортрет», а также аллегория дружбы на себя и Овербека) и несколько сотен рисунков, включая иллюстрации к «Дон Кихоту» и к изданию Гёте «Гёц фон Берлихинген». Несмотря на количественно скромное наследие, художника причисляют к основателям и важнейшим представителям немецкого романтизма в изобразительном искусстве.

## Галерея

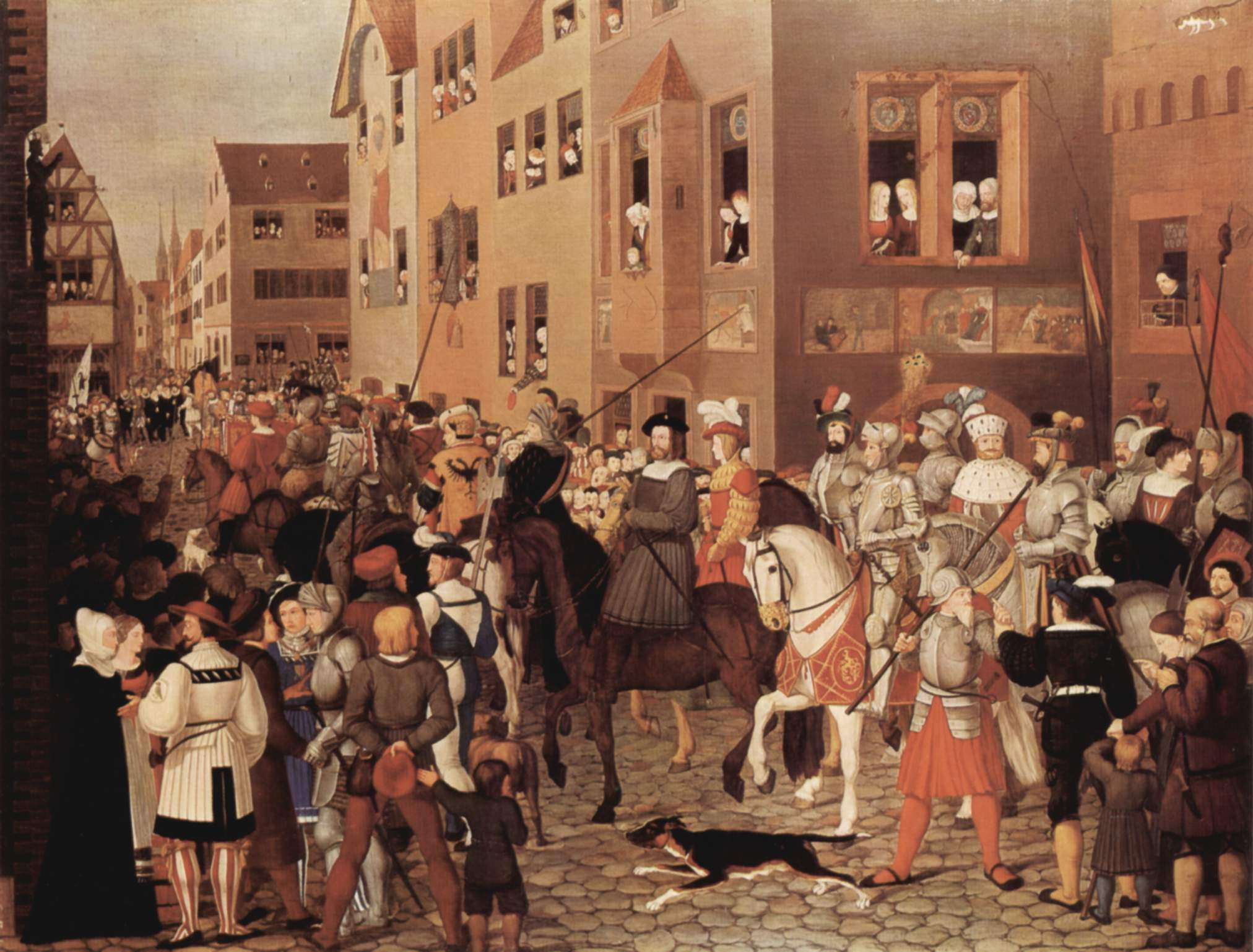
Ф. Пфорр. Въезд императора Рудольфа в Басилею. 1809—1819. Холст, масло. Штеделевский художественный институт, Франкфурт-на-Майне
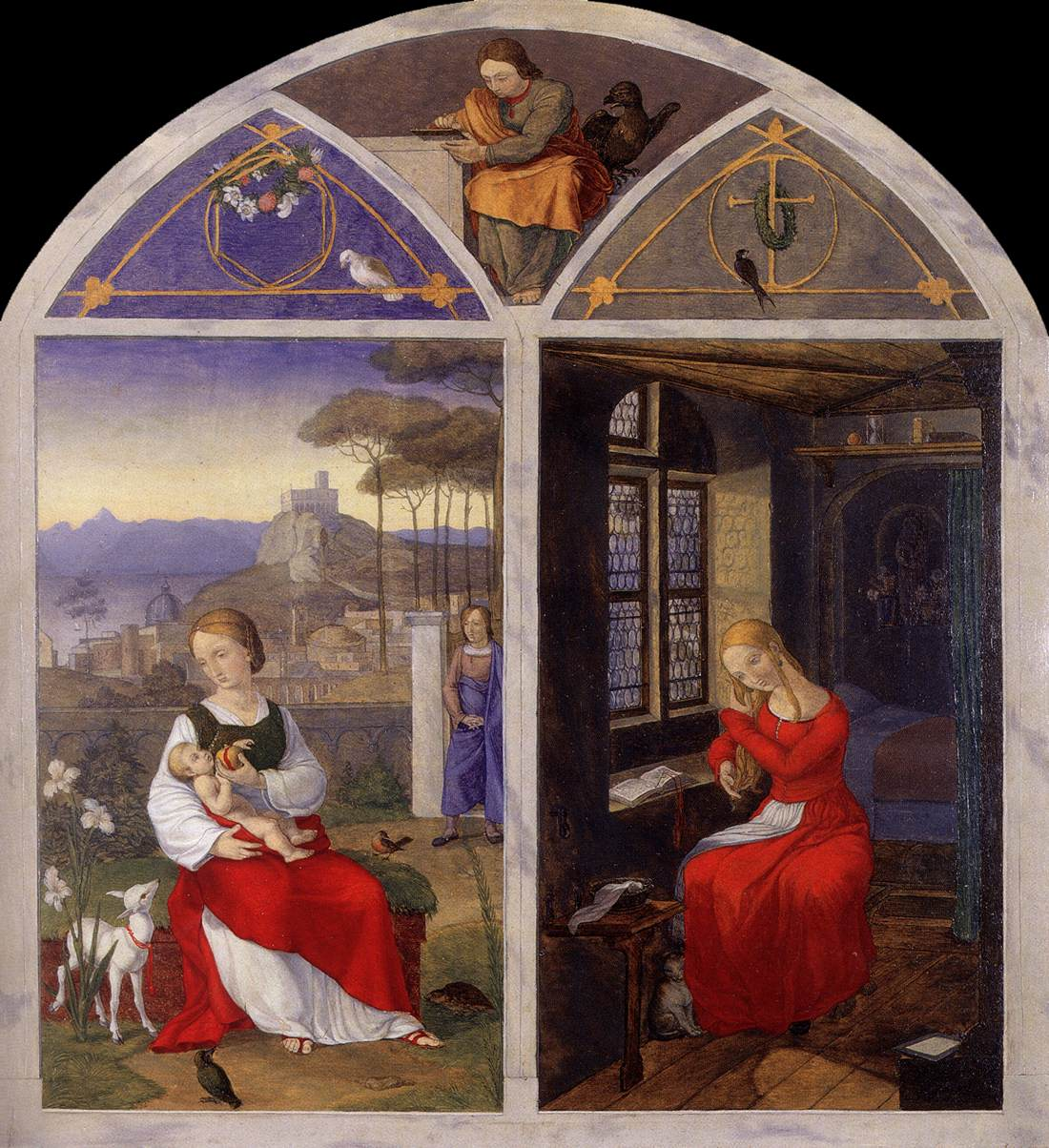
Суламифь и Мария. 1811. Дерево, масло. Музей Георга Шефера, Швайнфурт
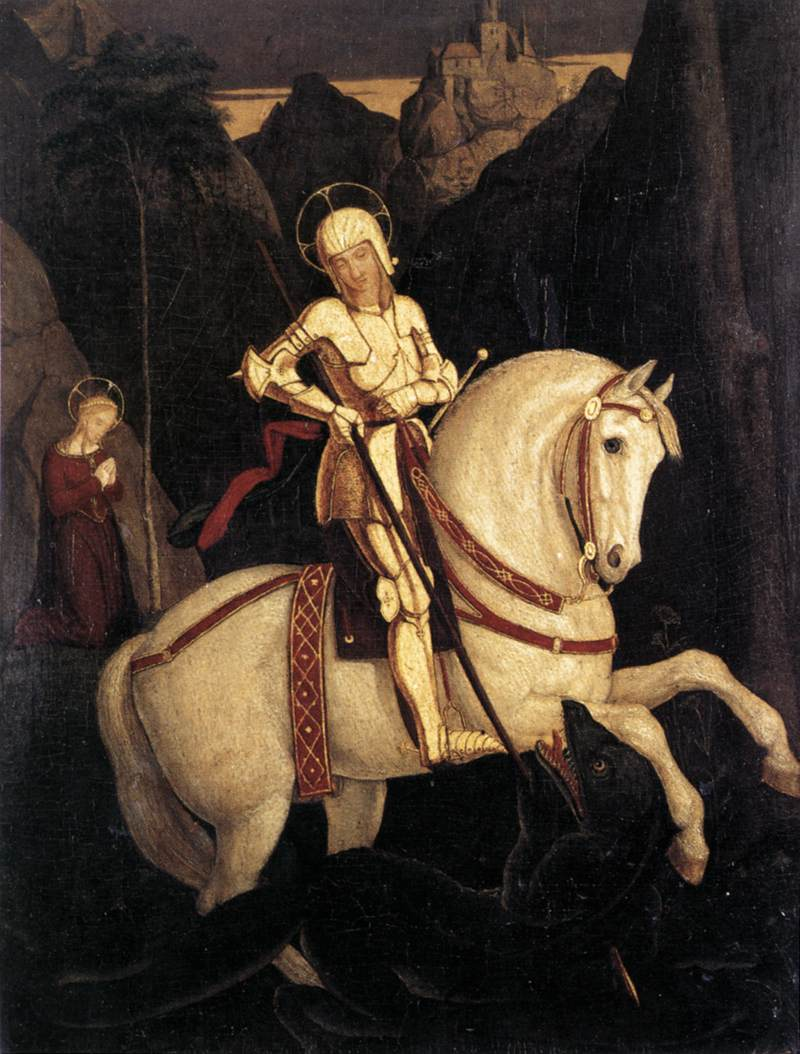
Святой Георгий и дракон. 1811. Дерево, масло. Штеделевский художественный институт, Франкфурт-на-Майне
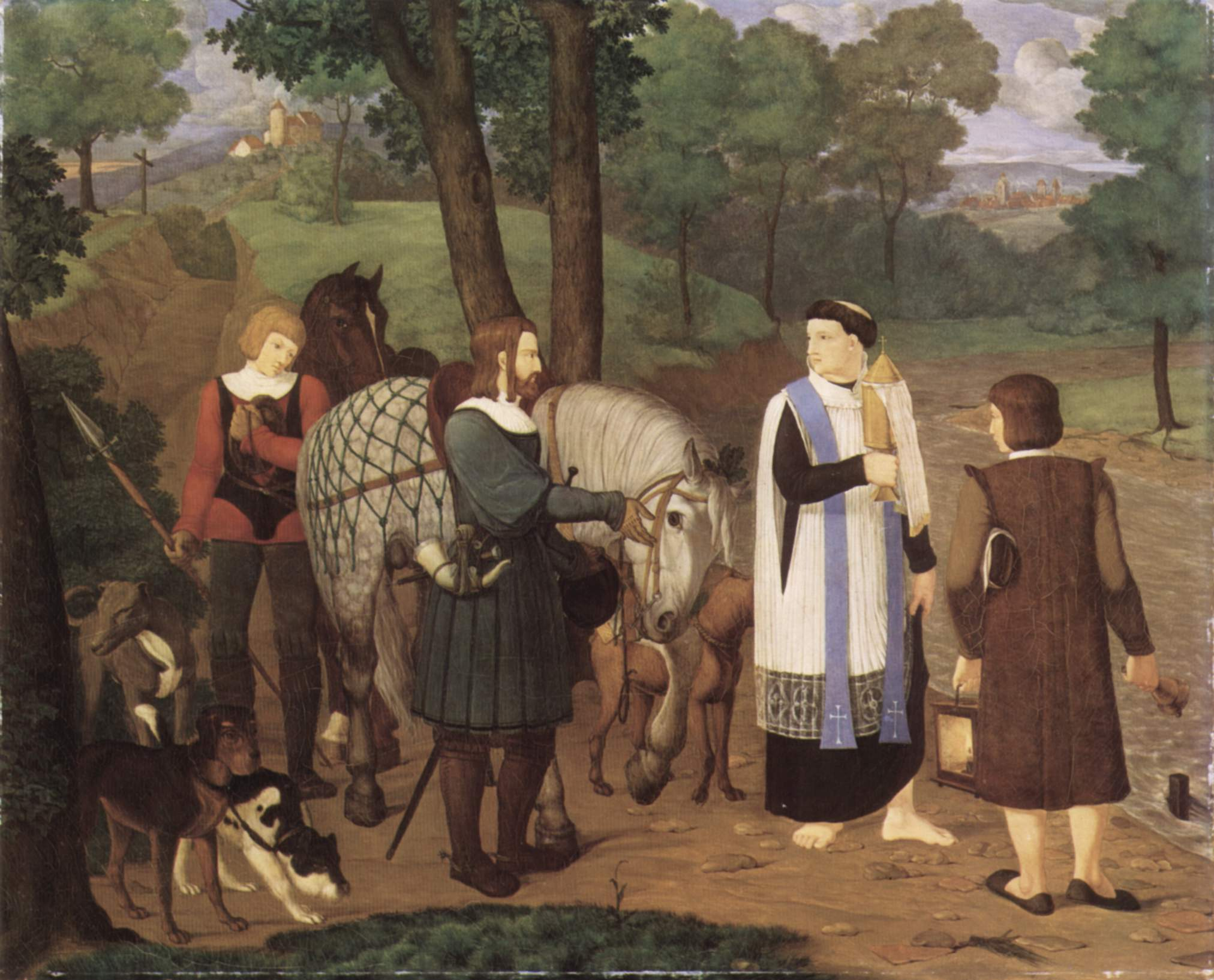
Рудольф фон Габсбург и священник. 1809—1810. Холст, масло. Штеделевский художественный институт, Франкфурт-на-Майне